# Imre Horváth (poet)
Imre Horváth (n. 4 noiembrie 1906, Marghita, Austro-Ungaria – d. 11 aprilie 1993, Oradea, România) a fost un poet maghiar din România.

## Biografie
Tatăl său, István Horváth, era farmacist, iar mama sa, Irén Fráter, provenea dintr-o familie nobilă săracă. Fiind singurul copil al familiei, a crescut într-o atmosferă de frică, anxietate și singurătate și, deși mai târziu și-a găsit tovarăși în societate, experiențele sale din copilărie au devenit caracteristice creației sale poetice și stilului său de viață. În mai 1914, după ce tatăl a cumpărat farmacia din Dej, familia Horváth s-au mutat în orașul de pe malul râului Someș. Aici sunt relatate primele experiențe ale poetului cu cărțile și teatrul; a devenit interesat de poezie ca elev în clasa a V-a, citind creațiile lui Reviczky⁠(d), János Vajda și János Arany, dar a fost influențat în principal de poeziile lui Heinrich Heine din volumul Álomképek. În toamna anului 1923 familia s-a mutat la Oradea, iar el a devenit elev la Liceul Gojdu, ale cărui cursuri le-a absolvit în 1925. A lucrat câteva luni ca funcționar privat în biroul unei fabrici de șireturi, la banca Economia și la farmacia Barna.
În septembrie 1927 a fost angajat în redacția ziarului Estilap din Oradea, dar a continuat să ducă o viață grea. A fost concediat în vara anului 1928 și a fost șomer timp de doi ani. În 1930 a cunoscut-o pe Irén Schneller din Sătmar și s-a mutat la părinții ei, timp în care a lucrat pentru publicațiile Szatmári Újság⁠(d) și apoi pentru Szamos⁠(d). S-a întors curând singur la Oradea, iar în iulie 1931 a lucrat din nou la Estilap și din ianuarie 1932 a fost angajat stagiar la Erdélyi Lapok⁠(d). Formarea sa ca poet începe cu această revistă: preotul Károly Pakots i-a publicat aici prima sa poezie. După poezia „Sikátorok” din 1932–33, el a fost prezentat frecvent în suplimentul literar al ziarului și chiar a apărut în rubrica Ki ez? de pe prima pagină.

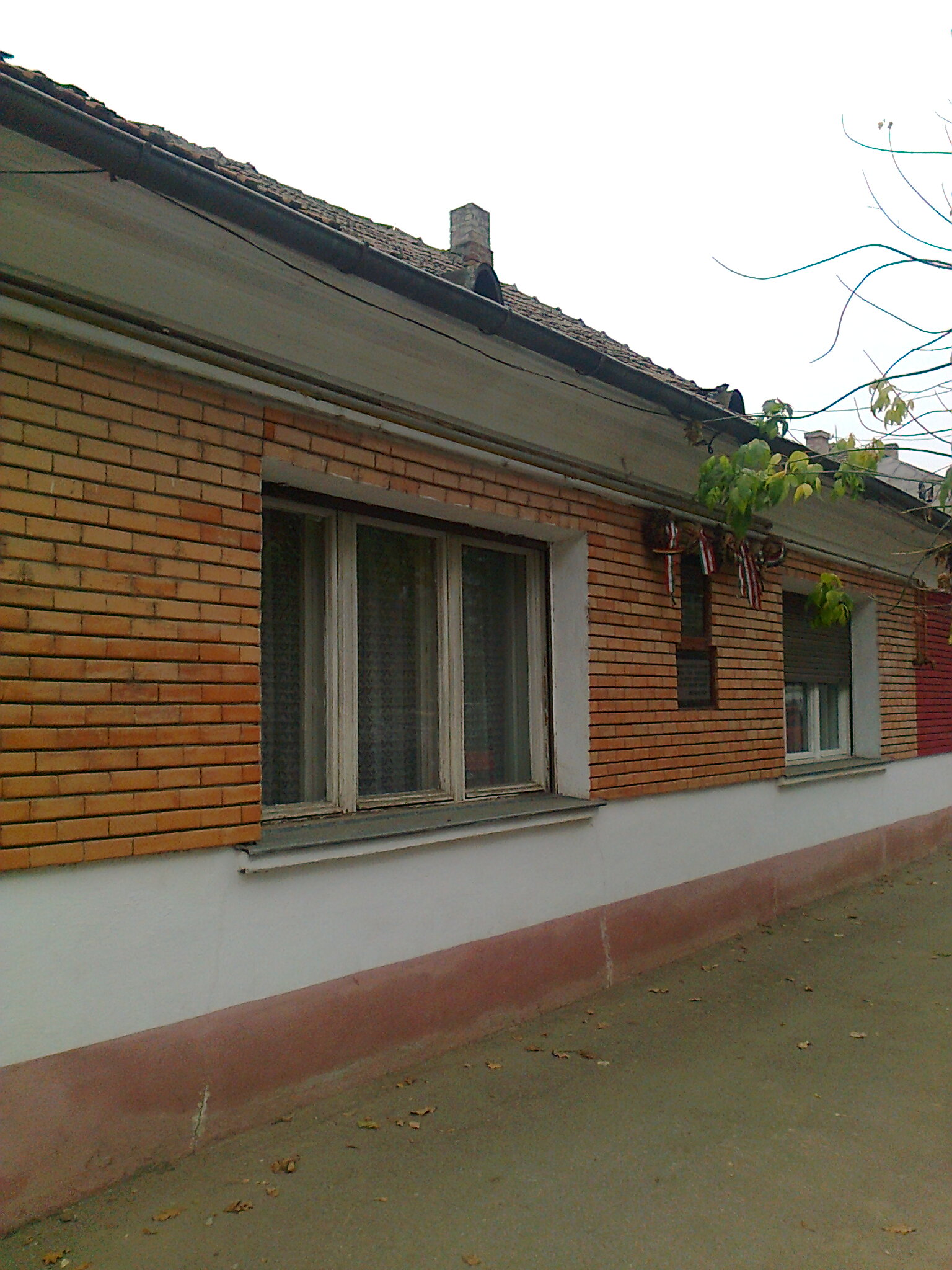
Casa natală din Marghita

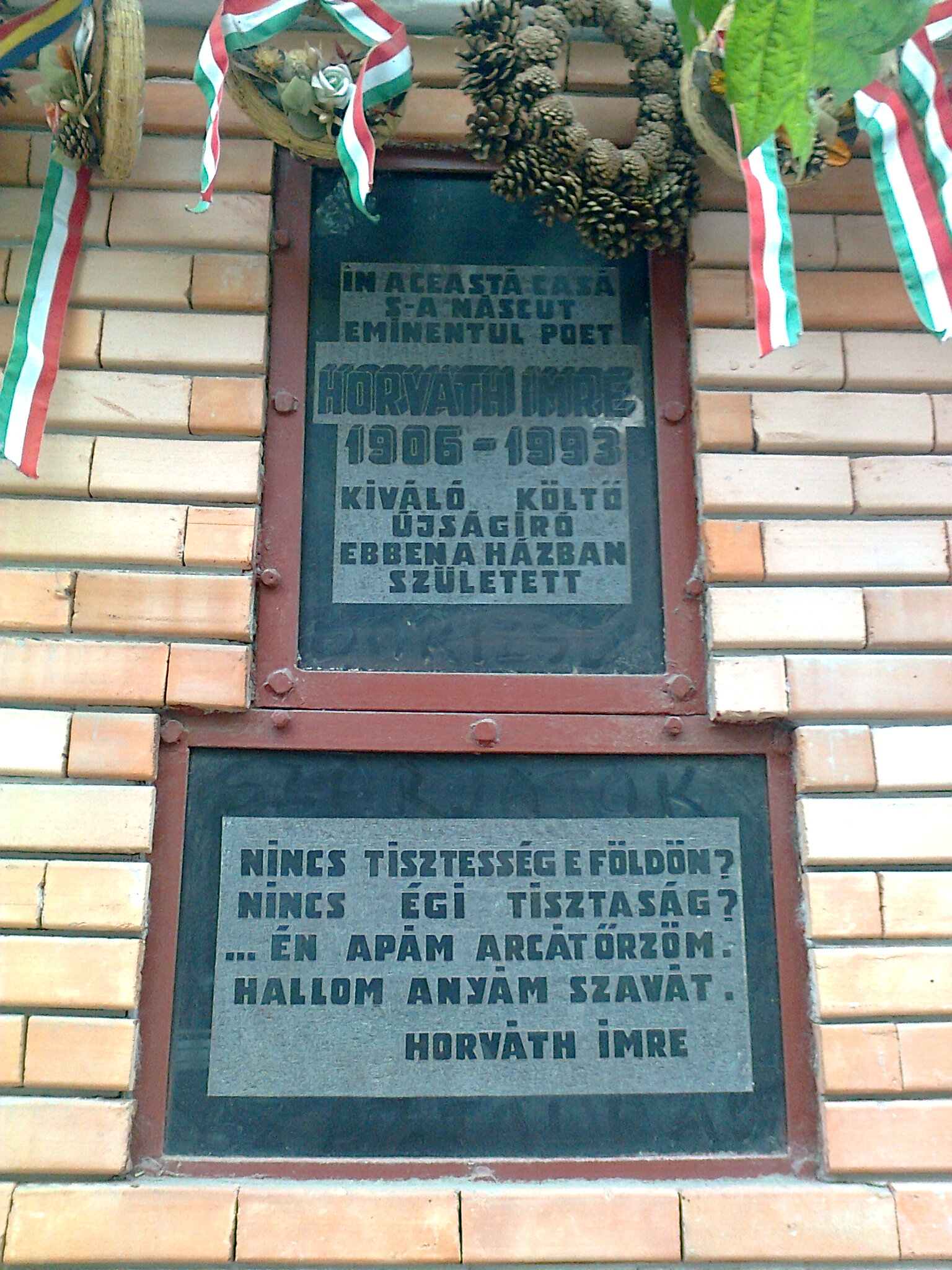
Placă comemorativă pe locul nașterii

## Distincții
- Ordinul Muncii clasa I (3 noiembrie 1956) „pentru merite deosebite în domeniul literaturii, cu prilejul împlinirii a 50 ani de viață”[3]
- Ordinul „Meritul Cultural” clasa I (25 decembrie 1967) „pentru merite deosebite în opera de construire a socialismului, cu prilejul celei de-a XX-a aniversări a proclamării Republicii”[4]
- Ordinul „23 August” clasa I (1977) „în semn de prețuire a întregii activități creatoare în domeniul artei și literaturii și contribuției aduse la viața cultural-artistică, cu prilejul împlinirii vîrstei de 70 de ani”[5]

## Opera
- Száll a gépünk (1954)
- A legnagyobb madár (1955)
- Csupa titok (1957)
- Köztetek élek (1958)
- Hősök hitével (válogatott versek, Csehi Gyula utószavával, 1960)
- Horváth Imre legszebb versei (1963)
- Őszi remény (1964)
- Versek (Kántor Lajos tanulmányával, 1965)
- Szürke szivárvány (1967)
- Túl a számokon (1968)
- Háromszázharminchárom aforizma (1969)
- Szertelen ábécé (1970, 1976)
- Janus-arcú órák (1971)
- Árnyékváltás (1973)
- Virágok mestersége (1976)
- Felhők számadója (1978)
- Együtt a tükörben (1979)
- Betűkre bízom (Tanulók Könyvtára, 1982)
- Kiváncsiak cinkosa. Aforizmák; összeáll. Horváth Imre; Kriterion, Bukarest, 1982
- Ha a Múzsa táncra kérne... Élmények és reflexiók; Kriterion, Bukarest, 1984
- Megrövidült végtelen. Versek; Kriterion, Bukarest, 1987
- Gyónásom. Horváth Imrével beszélget Fábián Imre; Literatus, Nagyvárad, 1992
- Szavak trónusa; szerk. Réz Pál; Héttorony, Bp., 1993
- Aki vagyok. Költői hagyaték; szerk., szöveggond. Fábián Imre; Literator, Nagyvárad, 1996
- Isten is sír. Költői hagyaték; szerk. Fábián Imre; Literátor, Nagyvárad, 1999
- Alkony Várad felett. Válogatott versek; vál., előszó Balázs Imre József; Noran, Bp., 2002 (Várad, villanyváros)
- Választóvonal; utószó Balázs Imre József, szöveggond. Tavaszi Hajnal; Nagyváradi Ady Társaság, Nagyvárad, 2003 (NAT könyvek)
- A sárga ház; ill. Jakobovits Miklós; bőv. kiad.; Europrint, Nagyvárad, 2013